# Перес, Ленар
Ленар Перес Франсуа (исп. Lenar Perez Fransua или просто Ленар Перес (исп. Lenar Perez); 25 января 1998, Ольгин, Куба) — кубинский боксёр-профессионал, выступающий в первой тяжелой весовой категории. Бронзовый призёр (2017) чемпионата Кубы в любителях.
Лучшая позиция по рейтингу BoxRec — 33-я (август 2022) и является 3-м среди кубинских боксёров первой тяжёлой весовой категории, а по рейтингам основных международных боксёрских организаций занимает: 37-ю строку рейтинга WBC, — входя в ТОП-40 лучших боксёров первого тяжёлого веса всего мира.

## Любительская карьера

### Чемпионат Кубы 2016
Выступал в средней весовой категории (до 75 кг). В 1/8 финала проиграл Уго Норьеге.

### Чемпионат Кубы 2017
Выступал в тяжёлой весовой категории (до 91 кг). В 1/8 финала победил Эмилио Корреа. В четвертьфинале победил Энриха Руиса. В полуфинале проиграл Анджело Морехону.

## Профессиональная карьера
Дебютировал на профессиональном ринге 22 ноября 2018 года. Победил нокаутом в 1-м раунде.

## Статистика профессиональных боёв
В таблице перечислены результаты всех поединков боксёров.
В каждой строке указан результат поединка. Дополнительно номер поединка обозначен цветом, который обозначает итог поединка. Расшифровка обозначений и цветов представлена в нижеследующей таблице.
| Пример | Расшифровка                     |
| ------ | ------------------------------- |
|        | Победа                          |
|        | Ничья                           |
|        | Поражение                       |
|        | Планируемый поединок            |
|        | Поединок признан несостоявшимся |
| КО     | Нокаут                          |
| ТКО    | Технический нокаут              |
| PTS    | Решение судей (по очкам)        |
| UD     | Единогласное решение судей      |
| MD     | Решение большинства судей       |
| SD     | Раздельное решение судей        |
| RTD    | Отказ от продолжения боя        |
| DQ     | Дисквалификация                 |
| NC     | Поединок признан несостоявшимся |

| 15 поединков, 15 побед (14 нокаутом). | 15 поединков, 15 побед (14 нокаутом). | 15 поединков, 15 побед (14 нокаутом). | 15 поединков, 15 побед (14 нокаутом). | 15 поединков, 15 побед (14 нокаутом).                                    | 15 поединков, 15 побед (14 нокаутом). | 15 поединков, 15 побед (14 нокаутом).                                                      |
| Бой                                   | Рекорд                                | Дата боя                              | Соперник                              | Место проведения боя                                                     | Раундов, время                        | Примечание                                                                                 |
| ------------------------------------- | ------------------------------------- | ------------------------------------- | ------------------------------------- | ------------------------------------------------------------------------ | ------------------------------------- | ------------------------------------------------------------------------------------------ |
| 15                                    | 15-0                                  | 27 апреля 2025                        | Алексей Егоров (12-2)                 | Баня-Лука, Босния и Герцеговина                                          | SD 10 (10)                            | Вакантный титул IBA Pro Intercontinental в 1-м тяжёлом весе. Счёт: 94-96 и 97-93 (дважды). |
| 14                                    | 14-0                                  | 22 января 2025                        | Монясау Муритадор (4-1-2)             | Краснодар, Краснодарский край, Россия                                    | TKO 8 (8)                             | Муритадор в нокдауне в 8-м раунде.                                                         |
| 13                                    | 13-0                                  | 28 сентября 2024                      | Росмен Брито (11-0)                   | National Gymnastics Arena, Баку, Азербайджан                             | KO 1 (10)                             |                                                                                            |
| 12                                    | 12-0                                  | 2 декабря 2023                        | Владимир Резничек (14-5-2)            | Palais des Sports, Марсель, Франция                                      | TKO 5 (8)                             |                                                                                            |
| 11                                    | 11-0                                  | 17 мая 2023                           | Хулио Сесар Калимено (6-2)            | Hotel Intercontinental, Париж, Франция                                   | KO 7 (8)                              |                                                                                            |
| 10                                    | 10-0                                  | 25 февраля 2022                       | Рашид Кодзоев (8-0)                   | REN TV Studio, Москва, Россия                                            | TKO 4 (8), 2:44                       |                                                                                            |
| 9                                     | 9-0                                   | 24 декабря 2020                       | Игорь Вильчицкий (4-1)                | УСК «Крылья Советов», Москва, Россия                                     | TKO 4 (6), 2:06                       |                                                                                            |
| 8                                     | 8-0                                   | 1 февраля 2020                        | Михеил Хуцишвили (30-42-6)            | Hotel Khonobod, Ханабад, Андижанская область, Узбекистан                 | TKO 2 (6)                             |                                                                                            |
| 7                                     | 7-0                                   | 15 декабря 2019                       | Паата Адуашвили (10-28-3)             | Sport Palace «Jar», Ташкент, Узбекистан                                  | TKO 4 (6), 2:37                       |                                                                                            |
| 6                                     | 6-0                                   | 7 сентября 2019                       | Ахмад Мамаджанов (дебют)              | Отель «Маркштадт», Челябинск, Челябинская область, Россия                | RTD 5 (8), 3:00                       |                                                                                            |
| 5                                     | 5-0                                   | 24 июля 2019                          | Георгий Тевдорашвили (9-30-4)         | Korston Club, Москва, Россия                                             | TKO 5 (6), 1:26                       | Тевдорашвили в нокдауне по одному разу в 3-м, 4-м и 5-м раундах.                           |
| 4                                     | 4-0                                   | 18 мая 2019                           | Шохруж Закиров (дебют)                | Отель «Маркштадт», Челябинск, Челябинская область, Россия                | RTD 1 (6), 3:00                       |                                                                                            |
| 3                                     | 3-0                                   | 10 апреля 2019                        | Сардоржон Амонкелдиев (0-1)           | / Olymp Sports Palace, Цхинвал, Грузия/Южная Осетия                      | KO 2 (4), 2:17                        | Амонкелдиев в нокдауне один раз в 1-м раунде и три раза во 2-м раунде.                     |
| 2                                     | 2-0                                   | 19 декабря 2018                       | Эдуард Зарипов (0-1)                  | Отель «Маркштадт», Челябинск, Челябинская область, Россия                | KO 2 (4), 0:44                        | Зарипов в нокдауне в 1-м раунде.                                                           |
| 1                                     | 1-0                                   | 22 ноября 2018                        | Иса Джамалдинов (дебют)               | Ресторан «Золотая корона», Владикавказ, Северная Осетия — Алания, Россия | TKO 1 (4), 0:28                       |                                                                                            |
| Бой                                   | Дата                                  | Соперник                              | Место проведения                      | Результат                                                                | Примечание                            |                                                                                            |

## Титулы и достижения

### Любительские
- 2017  Бронзовый призёр чемпионата Кубы в тяжёлом весе (до 91 кг).

### Профессиональные
- Титул IBA Pro Intercontinental в 1-м тяжёлом весе (2025—н. в.).